# Dyskryminacja wielokrotna
Dyskryminacja wielokrotna – dyskryminacja, której jednostki doświadczają ze względu na swoją przynależność do wielu różnych dyskryminowanych grup jednocześnie.
Dyskryminacja taka nie jest prostym wynikiem „sumowania się” różnych wykluczeń, lecz jest innym jakościowo, opierającym się na synergii raczej niż na dodawaniu, rodzajem dyskryminacji. Każda z tożsamości mniejszościowych, które stają się przesłanką dyskryminacji, może nałożyć się na inną i skutkować specyficznym doświadczeniem dyskryminacji. Pojęcia to jest ściśle związane z pojęciem intersekcjonalności.

## Terminologia
Timo Makkonen w swoim raporcie dotyczącym tego aspektu dyskryminacji, przygotowanym na zlecenie Ministerstwa Spraw Zagranicznych Finlandii, przytacza wiele różnych nazw pojawiających się w opracowaniach na etapie kształtowania się tego pojęcia. Przykładowe określenia to: zwielokrotnione niekorzyści (multiple disadvantages), dyskryminacja wielokrotna (multiple discrimination), podwójna i potrójna marginalizacja/dyskryminacja (double, triple marginalistation/discrimination), dyskryminacja intersekcjonalna (intersectional discrimination), intersekcjonalne podporządkowanie (intersectional subordination), intersekcjonalna nieodporność, podatność (intersectional vulnerability), dyskryminacja złożona (compound discrimination), kumulatywna (cumulative discrimination), wielowymiarowa (multidimensional discrimination) i interaktywna (interactive discrimination). Współcześnie stosuje się najczęściej dwie nazwy: w kręgach akademickich, badawczych używa się zwykle pojęcia dyskryminacji intersekcjonalnej, w organizacjach działających w obszarze praw człowieka stosowany dotychczas najpopularniejszy termin to dyskryminacja wielokrotna.

## Dyskryminacja wielokrotna a intersekcjonalność
Dyskryminacja wielokrotna oraz intersekcjonalności są nierozerwalnie związane i definiują się wzajemnie, przy czym dyskryminacja wielokrotna jest pojęciem szerszym niż intersekcjonalność. Oba pojęcia pojawiły się równolegle w dyskursie feministycznym. Korzeni pojęcia dyskryminacja wielokrotna można upatrywać w manifeście bostońskiej grupy Combahee River Collective A Black Feminist Statement, sam termin został natomiast po raz pierwszy zdefiniowany przez Kimberlé Williams Crenshaw.

## Rodzaje dyskryminacji wielokrotnej
- ; Dyskryminacja wielokrotna w wąskim rozumieniu

Sytuacja, w której jedna osoba jest dyskryminowana ze względu na przynależność do różnych grup, ale doświadcza tej dyskryminacji oddzielnie, w różnym czasie. Np. pracowniczka z niepełnosprawnością ruchową jako kobieta nie jest preferowana przez swojego pracodawcę jako kandydatka do awansu (dyskryminacja ze względu na płeć), a w innym momencie pracodawca nie dba o to, by zawodowe spotkanie zespołu, do którego osoba ta należy, odbyło się w miejscu, do którego ta pracowniczka może się dostać (dyskryminacja ze względu na niepełnosprawność). W kontekście prawnym taki rodzaj dyskryminacji na podstawie więcej niż jednej przesłanki postrzegany jest jako „zwykła” dyskryminacja, ponieważ oba jej rodzaje dzieją się w różnym czasie. Sytuacje te traktowane są osobno, w oparciu o istniejące przepisy, rozdzielnie traktujące każdy przypadek dyskryminacji i przesłankę, która leżała u jego podstaw.
- ; Dyskryminacja sumowana/wiązana (compound discrimination)

Różne przesłanki dyskryminacji „dodają się” do siebie w jednej sytuacji. W konkretnym przypadku, np. gdy pracodawca poszukuje na dane stanowisko osoby do 30. roku życia, bez statusu imigranckiego, pełnosprawnej, białej, mieszkającej w odległości 5 kilometrów od miejsca pracy. Niespełnienie przez osobę każdego kolejnego z kryteriów odnoszących się do tych tożsamości nie oznacza braku szans na zatrudnienie, ale te szanse osłabia. Im większej liczby z tego katalogu cech nie spełnia, tym mniejsze prawdopodobieństwo uzyskania pracy na tym stanowisku. Np. w sytuacji, gdy na rynku pracy pewne prace uznawane są za odpowiednie dla mężczyzn, a inne dla imigrantów, prawdopodobieństwo znalezienia pracy przez kobietę-imigrantkę jest ograniczone, właśnie ze względu na dyskryminację sumowaną.
- ; Dyskryminacja intersekcjonalna/krzyżowa (intersectional discrimination)

To taki rodzaj współgrania z sobą różnych charakterystyk grupowych danej osoby, które wchodzą z sobą w interakcje jednocześnie. Nie daje się ona zredukować do po prostu „sumy” doświadczeń wynikających z przynależności do różnych grup, lecz tworzy nowy, charakterystyczny system wykluczeń. Z racji tego, że doświadczenie bycia osobą z niepełnosprawnością w danym społeczeństwie i doświadczenie bycia w nim kobietą nie „sumuje się” do doświadczenia bycia kobietą z niepełnosprawnością – dyskryminacja intersekcjonalna posiada swoją własną, odrębną specyfikę. Na przykład kobiety z mniejszości etnicznych mogą spotykać się ze stosowaniem wobec nich specyficznych stereotypów, których skutków nie doświadczają mężczyźni z tych samych mniejszości i które nie dotyczą kobiet z innych grup. Niepełnosprawni geje doświadczają takiego rodzaju specyficznych wykluczeń, z którym nie spotykają się heteroseksualni mężczyźni ani mężczyźni pełnosprawni. Lesbijki mieszkające na wsi doświadczają innego rodzaju dyskryminacji, niż heteroseksualne kobiety mieszkające na wsi czy lesbijki mieszkające w mieście.
Analizowanie zjawiska dyskryminacji z uwzględnieniem perspektywy więcej niż jednej przesłanki to stosunkowo nowe podejście, w ramach którego dopiero w ostatnich latach rozwijają się coraz bardziej intensywne badania i realizowane są projekty społeczne. Perspektywa ta pozwala w bardziej wnikliwy, niż jednoprzesłankowy, sposób diagnozować naturę i przyczyny dyskryminacji, a także proponować bardziej skuteczne rozwiązania przeciwdziałające wykluczeniom ze względu na różne przesłanki – także wykluczeniom, które mogą mieć miejsce w ramach grup dyskryminowanych.

## Dyskryminacja wielokrotna (intersekcjonalna) w świetle prawa

### Organizacje międzynarodowe
Konwencja w sprawie eliminacji wszelkich form dyskryminacji kobiet (CEDAW), przyjęta na forum ONZ w 1979 r., zwraca uwagę na możliwy splot dyskryminacji, związanej z rasą, płcią oraz miejscem zamieszkania. Konwencja ta co prawda nie zawiera wyrażonego wprost odwołania do dyskryminacji wielokrotnej czy intersekcjonalnej (ze względu na płeć, rasę i miejsce zamieszkania jednocześnie), jednak stwierdza, że eliminacja apartheidu, rasizmu, kolonializmu jest jednym z warunków korzystania przez kobiety i mężczyzn z ich praw. Inne dokumenty ONZ, czyli przyjęte w Pekinie w 1995 r. Deklaracja Pekińska i Platforma Działania, wprost uznają istnienie dyskryminacji wielokrotnej i jej różnych, współistniejących form, wynikających z przecinania się różnych przesłanek, zobowiązując państwa członkowskie ONZ do uważności w tym zakresie i zapewniania warunków dla coraz skuteczniejszego przeciwdziałania temu rodzajowi dyskryminacji. Istotne również były ustalenia Światowej konferencji przeciwko rasizmowi, dyskryminacji rasowej, ksenofobii i pochodnym formom nietolerancji w Durbanie w 2001 r., gdzie zagadnienie dyskryminacji wielokrotnej pojawiło się jako jeden z ważniejszych tematów dyskusji.

### Prawo Unii Europejskiej
Prawo wspólnotowe dotychczas nie używało pojęcia dyskryminacja wielokrotna wiążąco i bezpośrednio. Zarówno Dyrektywa 2000/43/WE (Dyrektywa o równym traktowaniu osób bez względu na pochodzenie etniczne lub rasowe z 2000 r., tzw. „dyrektywa rasowa”), jak i Dyrektywa 2000/78/WE (Dyrektywa w sprawie ustanowienia ogólnych ram równego traktowania przy zatrudnieniu i wykonywaniu zawodu) uznają jednak, że różne cechy, będące przyczynami dyskryminacji, mogą się przecinać. Mimo że dyrektywy nie podejmują otwarcie problemu dyskryminacji wielokrotnej, to zakładają pośrednio jej istnienie.
Agencja Praw Podstawowych (Fundamental Rights Agency, FRA), w ramach programu działania na lata 2007–2012, uczyniła po raz pierwszy dyskryminację wielokrotną jednym z dziewięciu obszarów tematycznych. W 2010 r. FRA opublikowała pierwszy raport na ten temat – EU-MIDIS Data in Focus Report 5: Multiple discrimination. W raporcie Agencja formułuje rekomendacje dla Komisji Europejskiej jako głównego inicjatora procesów ustawodawczych w UE, a także dla państw członkowskich Unii, dotyczące m.in. wprowadzenia definicji dyskryminacji wielokrotnej do prawodawstwa oraz przeprowadzenia badań przekrojowych, mających za zadanie zdiagnozowanie skali problemu w każdym z krajów członkowskich.
Obecnie w Komisji Europejskiej trwają prace przygotowawcze do wdrożenia tzw. Dyrektywy horyzontalnej, która zdefiniuje dyskryminację wielokrotną i zobowiąże państwa do wprowadzenia efektywnych środków zaradczych w tym zakresie. Zawarte w niej treści będą obowiązkowo musiały być włączone do prawodawstwa wszystkich państw członkowskich.

### Prawo polskie
Polskie prawo, podobnie jak prawo większości krajów UE, traktuje różne przesłanki dyskryminacji rozłącznie, jako działające niezależnie od siebie, a nie wzajemnie się wzmacniające i nakładające się na siebie. W Kodeksie Pracy (artykuł 183a) brak definicji dyskryminacji wielokrotnej, założono jednak, że dyskryminacja bezpośrednia lub pośrednia może pojawić się na bazie jednej lub kilku przesłanek.
Ustawa o wdrożeniu niektórych przepisów Unii Europejskiej w zakresie równego traktowania z 3.12.2010, czyli tzw. ustawa antydyskryminacyjna (Dz.U. z 2024 r. poz. 1175), mimo zaleceń, także nie wprowadziła definicji dyskryminacji wielokrotnej. Jeżeli chodzi o działalność krajowych instytucji odpowiedzialnych za równość/niedyskryminację – Pełnomocnika Rządu do spraw Równego Traktowania – to nie przyjął on żadnego stanowiska w kwestii dyskryminacji wielokrotnej, odniesienie do zjawiska nie istnieje również w założeniach tej instytucji oraz opisanych obowiązkach.